# Piękność z Durrës
Piękność z Durrës (alb. Bukuroshja e Durrësit) - starożytna mozaika przedstawiająca kobiecą głowę w otoczeniu kwiatów, zlokalizowana w Durrës. Uważana jest za najlepiej zachowany obiekt tego typu na terenie Albanii.
Mozaika ma kształt elipsy o wymiarach 3 x 5 metrów i została odnaleziona w 1959 pomiędzy mieszkalnymi budynkami miejskimi. W centrum mozaiki znajduje się głowa młodej kobiety wielkości 120 cm. Od 1982 mozaika eksponowana jest w Narodowym Muzeum Historycznym.